# Nanou Garcia
Nanou Garcia (* 20. Jahrhundert) ist eine französische Theater- und Filmschauspielerin.

## Leben
Nanou Garcia debütierte 1974 als Theater-Schauspielerin in Paris. Ab Anfang der 1980er Jahre kamen auch Film- und Fernsehrollen hinzu. 2011 wurde sie für den Theaterpreis Molière als „Beste Nebendarstellerin“ nominiert.
2013 spielte sie „Paqui“ in Maman und ich. 2015 spielte sie die Busfahrerin „Catherine Penmarch“ in der Miniserie Paris. 2017 war sie in der Komödie Hereinspaziert! als „Isabelle Cheroy“ zu sehen.

## Filmografie (Auswahl)
- 1992: Ein Herz im Winter (Un cœur en hiver)
- 1992: Die Krise (La crise)
- 1994: Les Braqueuses
- 1999: La Balle au bond
- 2001: Frogz
- 2002: Naturellement (Kurzfilm)
- 2006–2010: Équipe médicale d’urgence (Fernsehserie, 21 Folgen)
- 2010: Tout ce qui brille
- 2010: Der Name der Leute (Le Nom de gens)
- 2010: Off Limits – Wir sind das Gesetz (Gardiens de l’ordre)
- 2013: Maman und ich (Les garçons et Guillaume, à table!)
- 2013: 100% cachemire
- 2015: Paris (Miniserie, 6 Folgen)
- 2017: Madame Aurora und der Duft von Frühling (Aurore)
- 2017: Hereinspaziert! (À bras ouverts)
- 2018: L’autre continent
- 2020: Forte
- 2021: Monsieur Claude und sein großes Fest (Qu’est-ce qu’on a tous fait au Bon Dieu?)